# ウィークエンドサンシャイン
『ウィークエンドサンシャイン』は、NHK-FMで1999年4月3日から放送されている音楽番組である。DJはピーター・バラカン。

## 概要
DJが選曲した曲とリクエストおよびその曲の解説によって番組が構成されている。
番組は特定のジャンルでくくるのではなく、ノンジャンルでなんでも紹介するスタンスだが、「完全に何でもありというわけではなく、選曲する僕（バラカン）が1951年のロンドン生まれであり、世代や育った環境に関係する音楽の好み、性格による個人的な好き嫌いもある。これは弁解するも、自慢するわけでもないが、それを皆さんに知っていただくのが正直なやり方である」として、「単にラジオでかけたい楽曲」を選曲基準にするという。放送される楽曲のその多くは洋楽で、特にソウル・ミュージックやルーツ・ミュージック、ワールドミュージック（民謡・民族音楽）などが数多くオンエアされる番組である。ポピュラー音楽も放送されることはされるが、番組の性質上邦楽（J-POP）や歌謡曲など日本の音楽がかかる率は皆無に近い。選曲の傾向は、同じDJが担当するInterFMの「BARAKAN BEAT」及び「BARAKAN MORNING」に似ているところもある。日本ではかかることの少ないアフリカや中南米の曲も選曲される。
リクエストをする際のこだわりとして、英語でアーティストや楽曲を記入する場合は、半角文字にしてほしい（コピペ検索した際に日本語の扱いで認識される）ことや、ペンネームが苦手なので、原則として本名で送ってほしい（ただし、匿名希望があれば、それを尊重する）としている。
毎年7 - 8月の特定の期間に、番組版ロックフェスティバル「サンシャイン・ミュージック・フェスティバル」という企画が行われている。といっても公開放送ではなく、リスナーから寄せられた主として洋楽のライブ音源のリクエストを大特集するという「オールリクエスト大会」である。
年末の最終2週間（編成の都合で翌新年最初の1-2週になる時もある）には、「今年のベスト」と銘打って、前編はバラカン自身、後編はリスナーがそれぞれ選んだ洋楽や民族音楽を中心としたヒット曲の特集を組むこともある。
また8月、12月には7:20-11:50までの延べ4時間半生放送による拡大スペシャルを放送する年もあるが、2015年夏は「サンシャイン・ミュージック・フェスティバル」の拡大版（11:00までの3時間40分生放送）を行った。この時はRei&千賀太郎、花房浩一、石田昌隆を交えたスペシャルライブを開催した。さらに8月の拡大スペシャルの時には「放送年から数えて50年前のヒット曲」をテーマにしたもの（2017年放送の1967年から）が行われているが、2023年8月5日生放送分の「1973年のヒット曲」は、ゲストを招く暇がなく、充実したラインナップになったというほど選曲が豪華になったという。
2023年4月からは、前週土曜日の生放送分を、次週木曜16:00ｰ17:40に再放送する。